# Сидоровка (Жуковский район)
Сидоровка — деревня в Жуковском районе Брянской области, в составе Жуковского городского поселения. 
 Расположена в 4 км к северо-востоку от Жуковки. Население — 94 человека (2010).

## История
Упоминается со второй половины XIX века; состояла в приходе села Фошни, а с 1898 года — посёлка (ныне города) Жуковки. До 1925 входила в состав Фошнянской волости Брянского (с 1921 — Бежицкого) уезда; позднее в Жуковской волости, Жуковском районе (с 1929).
С 1920-х гг. по 2005 год — в Гришинослободском сельсовете.
| Год       | 1926 | 1979 | 1989 | 2002 | 2010 |
| --------- | ---- | ---- | ---- | ---- | ---- |
| Население | 169  | 124  | 87   | 83   | 94   |